# La noche de los mayas
Pour plus de détails, voir Fiche technique et Distribution.
La noche de los mayas est un film dramatique mexicain réalisé par Chano Urueta et sorti en 1939.

## Synopsis
Dans un village de la jungle au sud-est du Mexique, un jeune homme tombe amoureux de la fille du chef de la tribu. Cependant, un homme blanc arrive dans le village et séduit la jeune fille. Leur relation est suivi d'une pénurie de pluie et la jeune fille est soumise au jugement des dieux. Elle est alors fouettée et condamnée au sacrifice. Le jeune indigène part à la recherche de l'homme blanc et le tue, puis emmène son corps à l'endroit où se déroule la cérémonie de sacrifice. La jeune fille, voyant le cadavre de son bien-aimé, se jette dans le vide.

## Fiche technique
- Titre original mexicain : La noche de los mayas[1]
- Réalisation : Chano Urueta
- Scénario : Archibaldo Burns, Alfredo B. Crevenna, Antonio Mediz Bolio (es), Chano Urueta
- Photographie : Gabriel Figueroa
- Montage : Emilio Gómez Muriel
- Musique : Silvestre Revueltas
- Producteurs : Francisco Cabrera, Mauricio de la Serna, Luis Aragón
- Société de production : Fama Films
- Pays de production :  Mexique
- Langue originale : espagnol
- Format : Noir et blanc - 1,37:1 - Son mono - 35 mm
- Genre : Drame passionnel
- Durée : 101 minutes
- Date de sortie : 
  - Mexique : 16 septembre 1939

## Distribution
- Arturo de Córdova : Uz
- Stella Inda : Lol
- Isabela Corona : Zev
- Luis Aldás : Miguel
- Miguel Ángel Ferriz : Yum Balam
- Rodolfo Landa : Taz
- Daniel (Chino) Herrera : Apolonio
- Rosita Gasque : Pil
- Max Langler : hombre sabio
- Jacoba Herrera : Nuc, anciana
- Ch. Sánchez : Chumín